# اوتسوکی، یاماناشی
اوتسوکی در استان یاماناشی در کشور ژاپن واقع شده‌است که دارای جمعیت ۲۹٬۸۶۹ نفر و مساحت ۲۸۰٫۳۰ کیلومتر مربع با تراکم جمعیت ۱۰۷ نفر در کیلومترمربع است و در تاریخ ۸ اوت ۱۹۵۴ به عنوان شهر شناخته شد.